# Gamaglobulini
Gamaglobulini su belančevine krvi koje pružaju visok nivo odbrane od zaraznih bolesti. Gamaglobulini su klasa globulina. Oni su identifikovani na osnovu njihove pozicije nakon elektroforeze serumskih proteina. Najznačajniji gamaglobulini su imunoglobulini (Ig), poznati kao antitela, mada neki Ig proteini nisu gamaglobulini, i neki gamaglobulini nisu imunoglobulini.
Oni se daju se bolesnicima kada je potrebno pojačati njihov imunitet, na primer kod žutice, boginja i zaušaka.

## Literatura
1. ↑  Osserman EF, Takatsuki K (1963). „Plasma cel myeloma: Gamma globulin synthesis and structure. A review of biochemical and clinical data, with the description of a newly-recogniyed and related syndrome, "H-gamma-2-chain (Franklin's) disease”. Medicine. 42: 357—84. PMID 14085534.

## Spoljašnje veze
- gamma-Globulins на 